# Andrzej Jórczak
Andrzej Jórczak (ur. 9 lutego 1944 w Warszawie, zm. 4 listopada 1981 w Luzarches we Francji) – fotografik, kurator sztuki. Od 1975 r. członek ZPAF. Był jednym z twórców zaliczanych do konceptualizmu w polskiej fotografii artystycznej.

## Życiorys
Ukończył studia astronomiczne na Uniwersytecie Warszawskim na Wydziale Matematyczno-Fizycznym. W 1967 roku podjął pracę jako nauczyciel fizyki w XXXIV L.O. w Warszawie, tam też, w 1968 roku poznał Krzysztofa Wojciechowskiego, który był wykładowcą w tej samej szkole i dzielił z nim pasję fotograficzną.
W latach 1969–1972 należał do Warszawskiego Towarzystwa Fotograficznego. Był współzałożycielem Galerii „Remont”. Na początku twórczej drogi, duży wpływ wywarły na artystę poglądy na sztukę Zbigniewa Dłubaka, który jako mentor i przyjaciel wprowadził go w 1975 roku (wraz z Henrykiem Gajewskim i Krzysztofem Wojciechowskim) do Związku Polskich Artystów Fotografików. W tym samym czasie zafascynował się teorią sztuki kontekstualnej Jana Świdzińskiego, czemu dał wyraz w ówczesnych fotograficznych i filozoficznych poszukiwaniach. Sprzeciwiając się spłaszczaniu fotografii, jej estetyzacji, podjął szereg eksperymentów zgłębiających semantyczne właściwości medium. Badał również zagadnienia fizyki współczesnej i astronomii, w swoich działaniach łącząc wiedzę nabytą podczas studiów ze znajomością warsztatu fotograficznego.
W 1977 został dyrektorem artystycznym Małej Galerii przy Placu Zamkowym w Warszawie, której program artystyczny kształtował od momentu jej założenia do 1980 roku, ze względu na wyjazd do Francji w 1981 r. Nadał jej bardzo wyrazisty kształt, budując bardzo szybko jej autorytet i znaczenie. „Roboczy” i „dyskusyjny” charakter działalności galerii nakreślony został przez niego w referacie pt. „Program i formy działalności Małej Galerii PSP-ZPAF” (1979). Okazały się one na tyle trwałe i trafne, że kontynuowane przez jego następcę Marka Grygiela, przetrwały do momentu jej zamknięcia 20 stycznia 2006 roku.
W 1981 roku ze względu na okoliczności zdrowotne i materialne, zdecydował się na czasową emigrację wraz z rodziną do Francji. Zmarł tragicznie w Luzarches pod Paryżem 4 listopada 1981 roku.

## Wybrane wystawy – indywidualne i zbiorowe
Wziął udział w 12 wystawach indywidualnych i kilkunastu zbiorowych, w tym Stany graniczne fotografii w Katowicach i Polish Photography w International Center of Photography w Nowym Jorku.
- 1969: Nasza Wystawa psów rasowych, Galeria WTF, Warszawa (razem z Pawłem Łuckim)[10]
- 1970: Nasza Wystawa psów rasowych, Galeria Prezentacje, Toruń (razem z Pawłem Łuckim i Krzysztofem Wojciechowskim)[11]
- 1970: Fotografie, Galeria WTW, Warszawa (razem z Krzysztofem Wojciechowskim i Bolesławem Gadomskim)[11]
- 1972: Pokaz Fotografii, Galeria Remont, Warszawa (z Henrykiem Gajewskim i Krzysztofem Wojciechowskim)[12]
- 1973: Andrzej Jórczak Otwieranie okna, Galeria Remont, Warszawa[12]
- 1973: Konfrontacje '73, Wojewódzki Dom Kultury Lublin[12]
- 1973: V Biennale Form Przestrzennych "Kinolaboratorium", Galeria EL, Elbląg[12]
- 1974: Wystawa Forografii Artystycznej, Wojewódzki Dom Kultury, Lublin (z Henrykiem Gajewskim i Krzysztofem Wojciechowskim)[12]
- 1974: Teatr Dnia i Nocy, pokaz jednodniowy, Poznań[12]
- 1976: Contextual Art, Lund, Szwecja[13]
- 1976: Wystawa Sztuki Kontekstualnej w Lund - dokumentacja, Galeria Remont, Warszawa[12]
- marzec 1977: Stany graniczne fotografii, Katowice[8]
- kwiecień 1977: Fotografia medium sztuki, Wrocław[14]
- 1977: Międzynarodowa Konferencja „Sztuka jako działanie w kontekście rzeczywistości”, Galeria Remont, Warszawa
- 1978: Andrzej Jórczak Przedświt, Galeria Znak, Białystok[12]
- czerwiec 1979: Andrzej Jórczak Przedświt, Mała Galeria ZPAF-CSW, Warszawa[15]
- 1979: Cierń i biel, Foto-Medium-Art (Ośrodek Kultury i Sztuki we Wrocławiu), Wrocław; Galeria OUT, Sopot; Galeria ON, Poznań; Galeria 2, Katowice[12]
- wrzesień 1979: Od zera do nieskończoności, od nieskończoności do zera, Foto-Medium-Art (Ośrodek Kultury i Sztuki we Wrocławiu), Wrocław; Galeria 2, Katowice[16]
- 1979 – 1980: Fotografia polska 1839-1979, Center of Photography, Nowy Jork oraz Museum of Contemporary Art, Chicago, USA
- 1980: Fotografia polska 1839-1979, Zachęta, Warszawa oraz Muzeum Sztuki, Łódź[12]
- wrzesień 1980: Andrzej Jórczak: Zenit idea, Foto-Medium-Art (Ośrodek Kultury i Sztuki we Wrocławiu), Wrocław[16]
- 1980: Medium and Recognition, Ai Gallery, Tokio; Wesbeth Gallery, Nagoya-Shi, Japonia[12]
- 1981: La photographie polonaise contemporaine, Centre Pompidou, Paryż[12]
- 1982: Andrzej Jórczak 1944-1981, Mała Galeria, Warszawa[12]
- 1986: Polská fotografie 1955-1984, Uměleckoprůmyslové muzeum v Praze, Praga, Czechosłowacja[17]
- listopad 2001: Andrzej Jórczak – Wspomnienie, Mała Galeria ZPAF-CSW, Warszawa[8]
- wrzesień 2010: Konceptualizm. Medium fotograficzne, Muzeum Miasta Łodzi, Łódź[18]
- październik 2011: Konzept Fotografie aus Polen, Berlin Freies Museum, Berlin, Niemcy[19]
- listopad 2011: Polska Fotografia Konceptualna, Miejski Ośrodek Sztuki – Galeria Sztuki Najnowszej i Galeria BWA, Gorzów Wielkopolski[20]
- lipiec 2012: Fotografia. Fragment kolekcji, Centrum Sztuki Współczesnej Zamek Ujazdowski, Warszawa[21]
- grudzień 2013: Ciało. Fotografia., Mazowieckie Centrum Sztuki Współczesnej „Elektrownia”, Radom[22]
- czerwiec 2014: Andrzej Jórczak. Patrząc na Alpha Ursae, Fundacja Arton, Warszawa[23]
- październik 2014: Awangarda nie biła braw. Romuald Kutera/ Galeria Sztuki Najnowszej, Muzeum Współczesne, Wrocław[24]

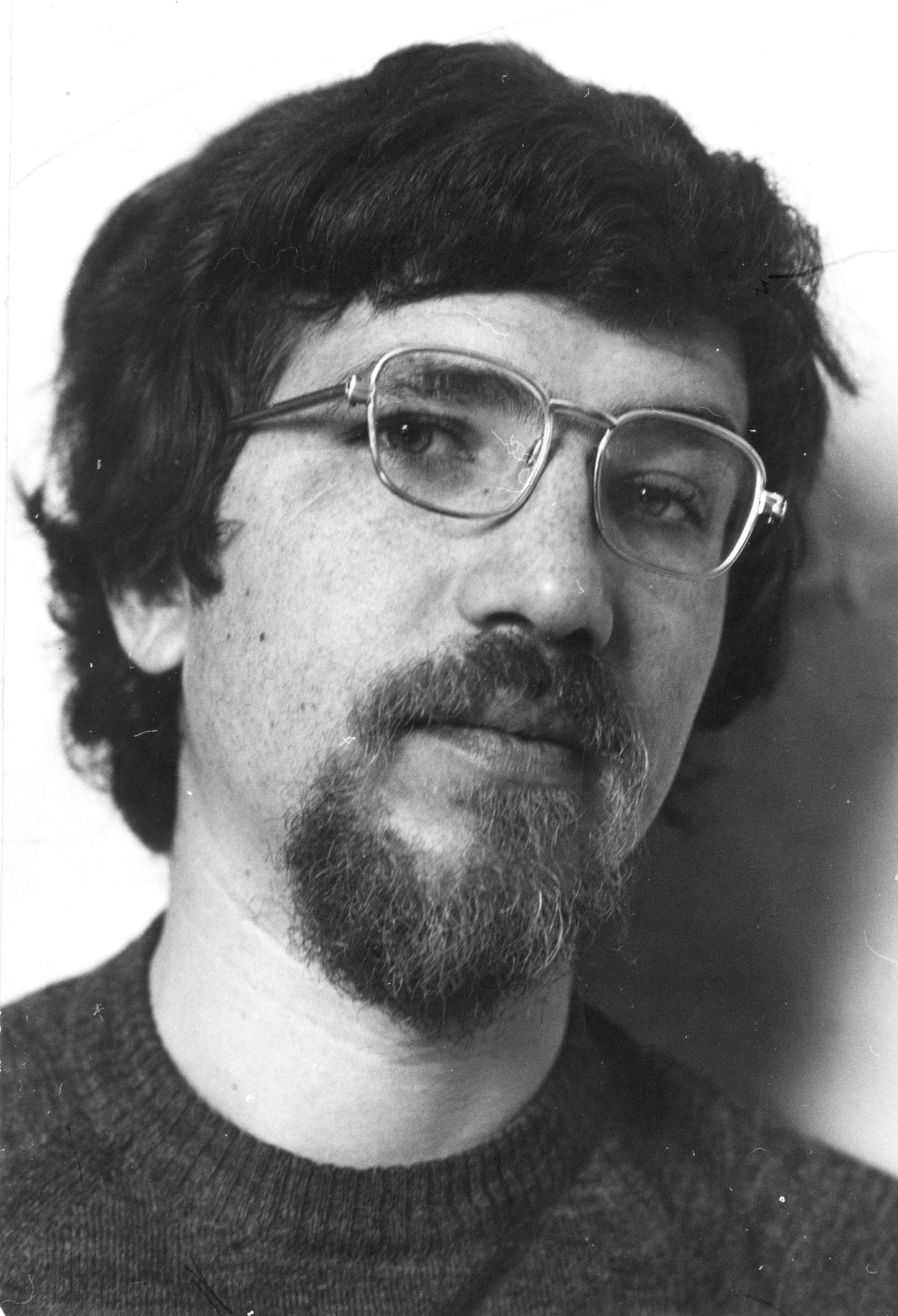
Andrzej Jórczak
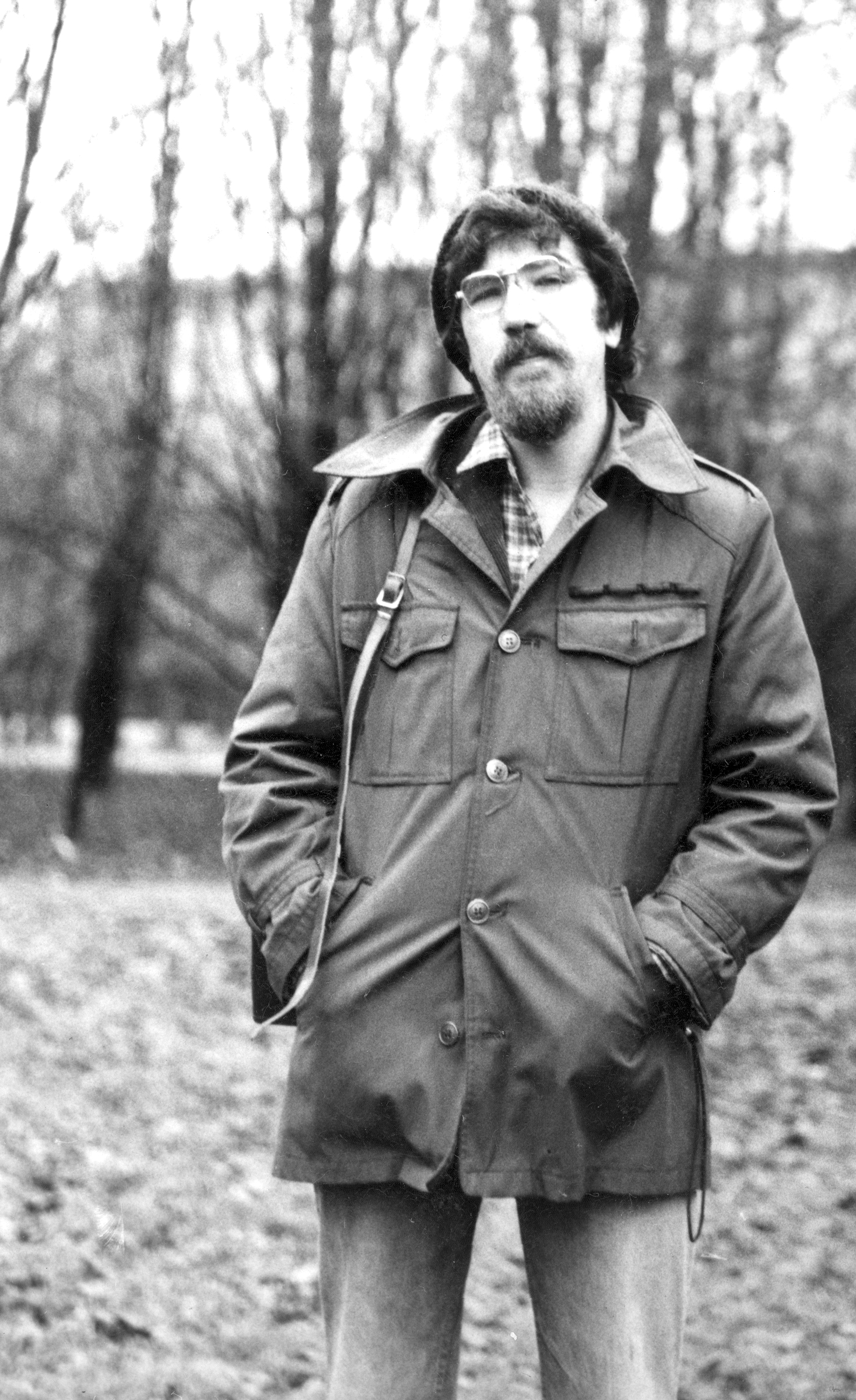
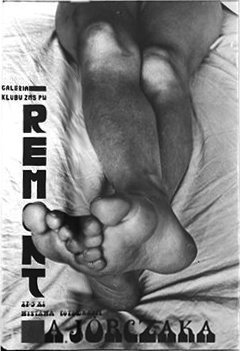
Plakat wystawy Andrzeja Jórczaka w Galerii Remont
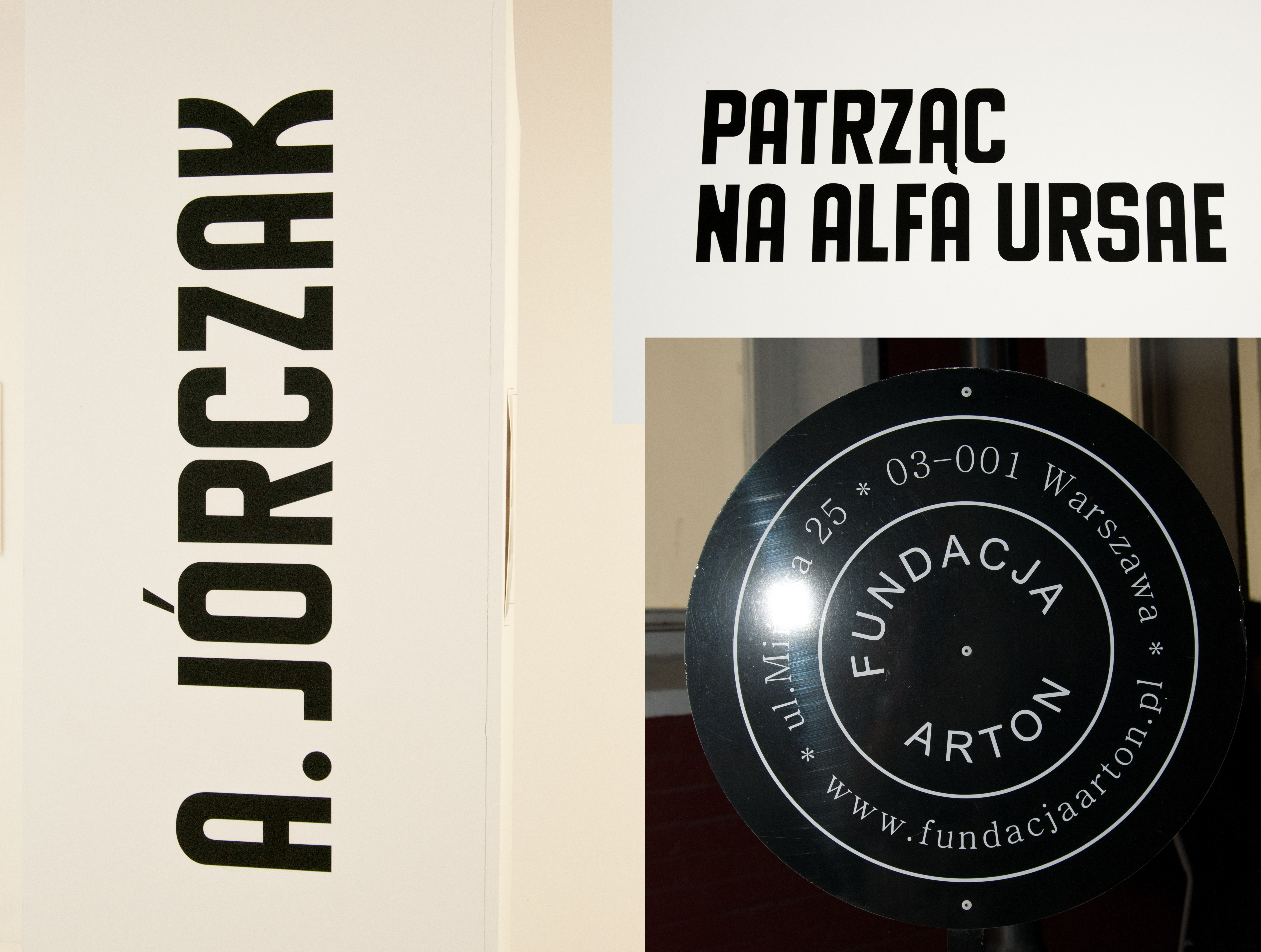
Wystawa „Patrząc na Alpha Ursae”; Warszawa 2014; Galeria Fundacji Arton
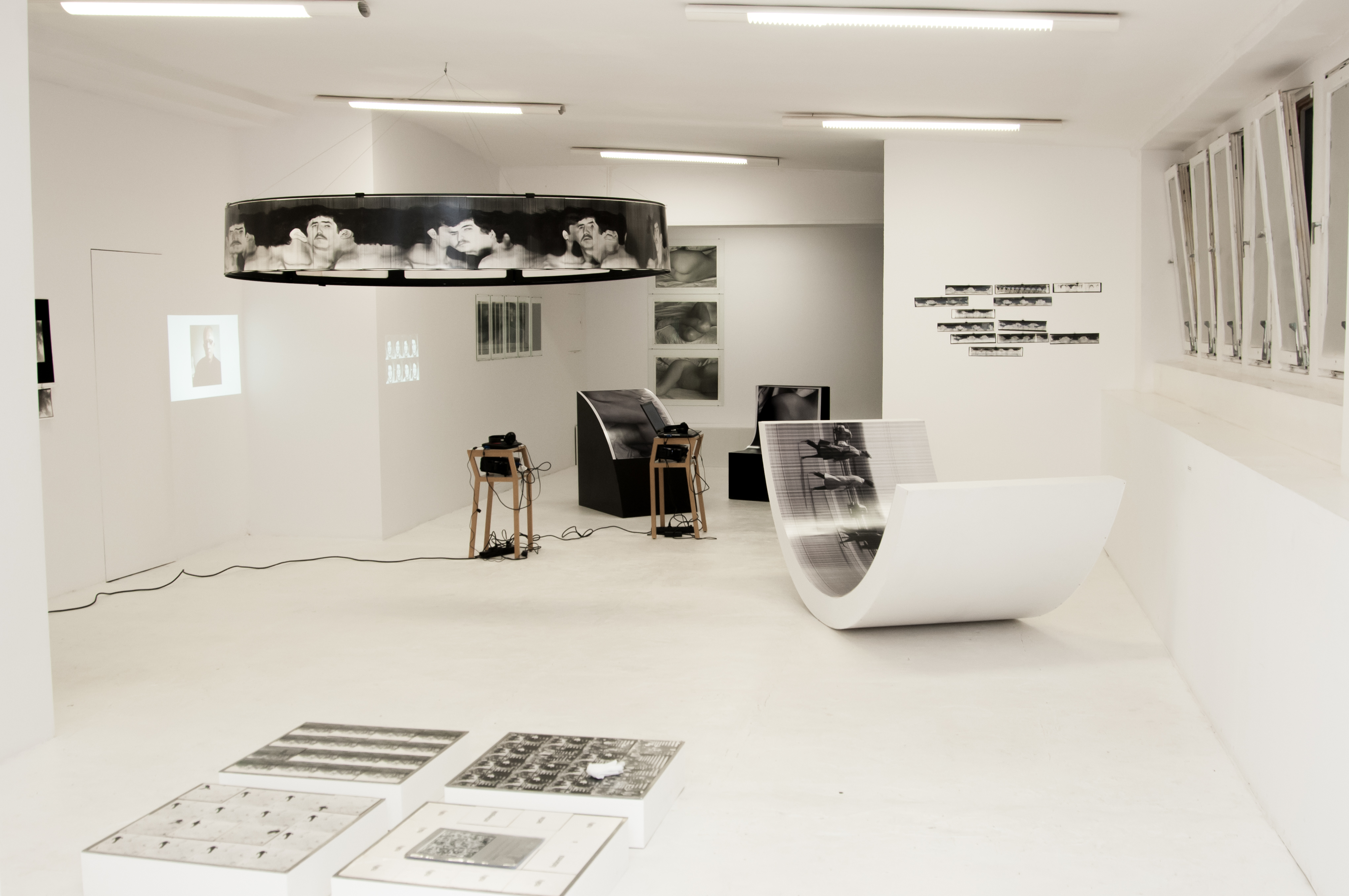
Wystawa „Patrząc na Alpha Ursae”;
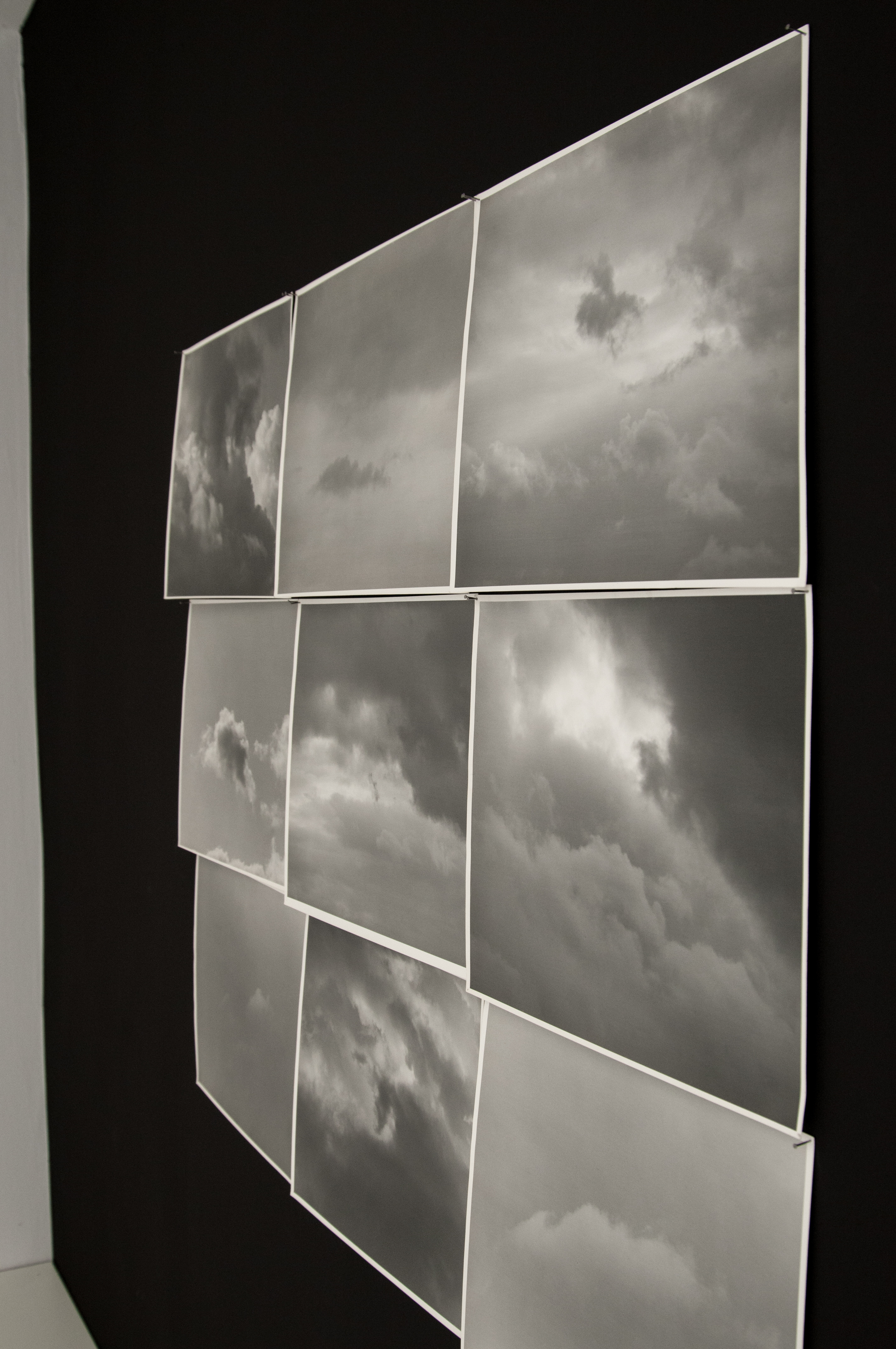
Wystawa „Patrząc na Alpha Ursae”;